# Gran Premio motociclistico di Francia 2018
Il Gran Premio motociclistico di Francia 2018 è stato la quinta prova del motomondiale del 2018, disputato il 20 maggio sul circuito Bugatti di Le Mans. Si tratta della 61ª edizione del Gran Premio motociclistico di Francia valida per il motomondiale.
Le vittorie nelle tre classi sono andate rispettivamente a Marc Márquez in MotoGP, a Francesco Bagnaia in Moto2 e a Albert Arenas in Moto3.

## MotoGP

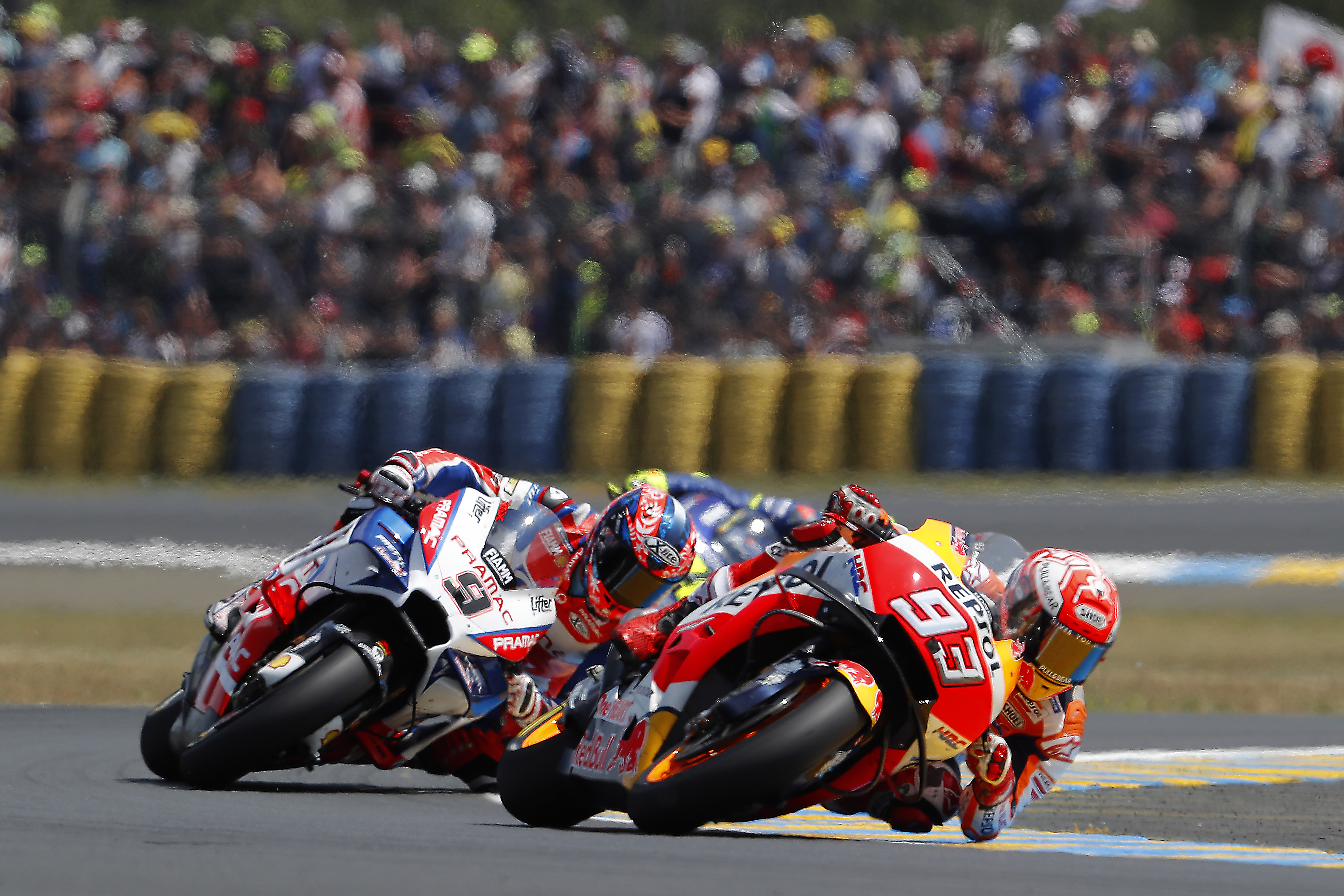
Márquez seguito da Petrucci in una fase della gara della classe MotoGP

Terzo successo stagionale consecutivo per lo spagnolo Marc Márquez che ha preceduto sul traguardo i due italiani Danilo Petrucci e Valentino Rossi; la classifica provvisoria del campionato è capeggiata da Márquez che precede Maverick Viñales e Johann Zarco.

### Arrivati al traguardo
| Pos. | Nº | Pilota            | Squadra                     | Motocicletta       | Giri | Tempo     | Griglia | Punti |
| ---- | -- | ----------------- | --------------------------- | ------------------ | ---- | --------- | ------- | ----- |
| 1º   | 93 | Marc Márquez      | Repsol Honda                | Honda RC213V       | 27   | 41'49.773 | 2º      | 25    |
| 2º   | 9  | Danilo Petrucci   | Alma Pramac Racing          | Ducati Desmosedici | 27   | +2,31     | 3º      | 20    |
| 3º   | 46 | Valentino Rossi   | Movistar Yamaha             | Yamaha YZR-M1      | 27   | +5,35     | 9º      | 16    |
| 4º   | 43 | Jack Miller       | Alma Pramac Racing          | Ducati Desmosedici | 27   | +6,314    | 7º      | 13    |
| 5º   | 26 | Dani Pedrosa      | Repsol Honda                | Honda RC213V       | 27   | +7,419    | 10º     | 11    |
| 6º   | 99 | Jorge Lorenzo     | Ducati Team                 | Ducati Desmosedici | 27   | +10,355   | 6º      | 10    |
| 7º   | 25 | Maverick Viñales  | Movistar Yamaha             | Yamaha YZR-M1      | 27   | +23,758   | 8º      | 9     |
| 8º   | 35 | Cal Crutchlow     | LCR Honda Castrol           | Honda RC213V       | 27   | +25,795   | 13º     | 8     |
| 9º   | 41 | Aleix Espargaró   | Aprilia Racing Team Gresini | Aprilia RS-GP      | 27   | +26,206   | 12º     | 7     |
| 10º  | 42 | Álex Rins         | Suzuki Ecstar               | Suzuki GSX-RR      | 27   | +27,937   | 15º     | 6     |
| 11º  | 44 | Pol Espargaró     | Red Bull KTM Factory Racing | KTM RC16           | 27   | +32,304   | 18º     | 5     |
| 12º  | 55 | Hafizh Syahrin    | Monster Yamaha Tech 3       | Yamaha YZR-M1      | 27   | +34,962   | 14º     | 4     |
| 13º  | 21 | Franco Morbidelli | EG 0,0 Marc VDS             | Honda RC213V       | 27   | +37,881   | 16º     | 3     |
| 14º  | 38 | Bradley Smith     | Red Bull KTM Factory Racing | KTM RC16           | 27   | +38,299   | 17º     | 2     |
| 15º  | 30 | Takaaki Nakagami  | LCR Honda Idemitsu          | Honda RC213V       | 27   | +41,986   | 19º     | 1     |
| 16º  | 12 | Thomas Lüthi      | EG 0,0 Marc VDS             | Honda RC213V       | 27   | +45,26    | 21º     |       |
| 17º  | 17 | Karel Abraham     | Ángel Nieto Team            | Ducati Desmosedici | 27   | +56,872   | 24º     |       |
| 18º  | 10 | Xavier Siméon     | Reale Avintia Raing         | Ducati Desmosedici | 27   | +1'12.117 | 23º     |       |

### Ritirati
| Nº | Pilota           | Squadra                     | Motocicletta       | Giri | Griglia |
| -- | ---------------- | --------------------------- | ------------------ | ---- | ------- |
| 45 | Scott Redding    | Aprilia Racing Team Gresini | Aprilia RS-GP      | 10   | 22º     |
| 53 | Esteve Rabat     | Reale Avintia Raing         | Ducati Desmosedici | 10   | 11º     |
| 5  | Johann Zarco     | Monster Yamaha Tech 3       | Yamaha YZR-M1      | 8    | 1º      |
| 4  | Andrea Dovizioso | Ducati Team                 | Ducati Desmosedici | 4    | 5º      |
| 19 | Álvaro Bautista  | Ángel Nieto Team            | Ducati Desmosedici | 1    | 20º     |
| 29 | Andrea Iannone   | Suzuki Ecstar               | Suzuki GSX-RR      | 0    | 4º      |

## Moto2
L'italiano Francesco Bagnaia dopo aver ottenuto la sua prima pole position della classe, è rimasto in testa per tutta la gara, ottenendo così il terzo successo stagionale, precedendo al traguardo i due piloti spagnoli Álex Márquez e Joan Mir. Per quest'ultimo, detentore del titolo iridato di Moto3 del 2017, si è trattato del primo piazzamento sul podio in questa classe.
Rimarchevole la prova di Xavi Vierge che, obbligato da un guasto meccanico a partire dal retro dello schieramento anziché dalla seconda casella ottenuta in qualificazione, è riuscito a risalire sino al quinto posto finale della gara.
La classifica iridata è capeggiata da Bagnaia che precede di 25 punti il pilota portoghese Miguel Oliveira e di 31 punti Márquez.

### Arrivati al traguardo
| Pos. | Nº | Pilota             | Squadra                        | Motocicletta       | Giri | Tempo     | Griglia | Punti |
| ---- | -- | ------------------ | ------------------------------ | ------------------ | ---- | --------- | ------- | ----- |
| 1º   | 42 | Francesco Bagnaia  | SKY Racing Team VR46           | Kalex              | 25   | 40'40.162 | 1º      | 25    |
| 2º   | 73 | Álex Márquez       | EG 0,0 Marc VDS                | Kalex              | 25   | +2,709    | 6º      | 20    |
| 3º   | 36 | Joan Mir           | EG 0,0 Marc VDS                | Kalex              | 25   | +4,865    | 4º      | 16    |
| 4º   | 23 | Marcel Schrötter   | Dynavolt Intact GP             | Kalex              | 25   | +7,041    | 5º      | 13    |
| 5º   | 97 | Xavi Vierge        | Dynavolt Intact GP             | Kalex              | 25   | +9,811    | 2º      | 11    |
| 6º   | 44 | Miguel Oliveira    | Red Bull KTM Ajo               | KTM                | 25   | +9,943    | 10º     | 10    |
| 7º   | 13 | Romano Fenati      | Marinelli Snipers              | Kalex              | 25   | +12,293   | 12º     | 9     |
| 8º   | 20 | Fabio Quartararo   | MB Conveyors - Speed Up Racing | Speed Up           | 25   | +14,585   | 14º     | 8     |
| 9º   | 41 | Brad Binder        | Red Bull KTM Ajo               | KTM                | 25   | +15,429   | 8º      | 7     |
| 10º  | 62 | Stefano Manzi      | Forward Racing                 | Suter MMX2         | 25   | +17,228   | 23º     | 6     |
| 11º  | 40 | Héctor Barberá     | Pons HP40                      | Kalex              | 25   | +18,809   | 13º     | 5     |
| 12º  | 5  | Andrea Locatelli   | Italtrans Racing               | Kalex              | 25   | +19,541   | 16º     | 4     |
| 13º  | 22 | Sam Lowes          | Swiss Innovative Investors     | KTM                | 25   | +21,112   | 7º      | 3     |
| 14º  | 24 | Simone Corsi       | Tasca Racing                   | Kalex              | 25   | +23,51    | 9º      | 2     |
| 15º  | 89 | Khairul Idham Pawi | Idemitsu Honda Team Asia       | Kalex              | 25   | +25,996   | 18º     | 1     |
| 16º  | 64 | Bo Bendsneyder     | Tech 3 Racing                  | Tech 3 Mistral 610 | 25   | +29,267   | 21º     |       |
| 17º  | 4  | Steven Odendaal    | NTS RW Racing GP               | NTS                | 25   | +32,493   | 26º     |       |
| 18º  | 54 | Mattia Pasini      | Italtrans Racing               | Kalex              | 25   | +44,006   | 11º     |       |
| 19º  | 16 | Joe Roberts        | NTS RW Racing GP               | NTS                | 25   | +45,609   | 17º     |       |
| 20º  | 95 | Jules Danilo       | Nashi Argan SAG                | Kalex              | 25   | +45,84    | 28º     |       |
| 21º  | 52 | Danny Kent         | MB Conveyors - Speed Up Racing | Speed Up           | 25   | +46,052   | 31º     |       |
| 22º  | 66 | Niki Tuuli         | SIC Racing                     | Kalex              | 25   | +48,371   | 30º     |       |
| 23º  | 3  | Lukas Tulovic      | Kiefer Racing                  | KTM                | 25   | +54,304   | 25º     |       |
| 24º  | 19 | Corentin Perolari  | Promoto Sport                  | Transformiers      | 25   | +57,478   | 32º     |       |
| 25º  | 45 | Tetsuta Nagashima  | Idemitsu Honda Team Asia       | Kalex              | 25   | +1'07.712 | 22º     |       |
| 26º  | 18 | Xavier Cardelús    | Team Stylobike                 | Kalex              | 25   | +1'21.756 | 33º     |       |
| 27º  | 80 | Cedric Tangre      | Yohan Moto Sport               | Tech 3 Mistral 610 | 25   | +1'36.542 | 35º     |       |

### Ritirati
| Nº | Pilota              | Squadra                    | Motocicletta       | Giri | Griglia |
| -- | ------------------- | -------------------------- | ------------------ | ---- | ------- |
| 21 | Federico Fuligni    | Tasca Racing               | Kalex              | 10   | 29º     |
| 14 | Héctor Garzó        | Tech 3 Racing              | Tech 3 Mistral 610 | 10   | 27º     |
| 7  | Lorenzo Baldassarri | Pons HP40                  | Kalex              | 8    | 3º      |
| 27 | Iker Lecuona        | Swiss Innovative Investors | KTM                | 6    | 20º     |
| 9  | Jorge Navarro       | Federal Oil Gresini        | Kalex              | 5    | 15º     |
| 51 | Eric Granado        | Forward Racing             | Suter MMX2         | 1    | 34º     |
| 10 | Luca Marini         | SKY Racing Team VR46       | Kalex              | 1    | 24º     |
| 32 | Isaac Viñales       | SAG Team                   | Kalex              | 0    | 19º     |

## Moto3
Il primo a tagliare il traguardo è stato l'italiano Fabio Di Giannantonio a cui è stata però comminata una penalizzazione di tre secondi per aver oltrepassato il limite della pista, in questo modo lo spagnolo Albert Arenas ha ottenuto la sua prima vittoria nel motomondiale, precedendo Andrea Migno e Marcos Ramírez. Penalizzazioni in termini di tempo hanno riguardato anche il quinto e il sesto in classifica, Niccolò Antonelli e Jakub Kornfeil, sempre per oltrepassamento del limite della pista. Già in occasione delle qualifiche vi erano state delle penalizzazioni che hanno riguardato John McPhee retrocesso di 6 posizioni in griglia e Arón Canet che pur con il decimo tempo ottenuto, è partito dall'ultima posizione in griglia a causa della penalizzazione avuta per aver causato un incidente nel gran premio precedente.
A questo punto della stagione, la classifica del campionato è capeggiata da Marco Bezzecchi, caduto all'ultima curva di gara insieme a Jorge Martín che era partito dalla pole position e ha ottenuto il giro più veloce in corsa. Nelle posizioni immediatamente successive di campionato vi sono Di Giannantonio e Canet.

### Arrivati al traguardo
| Pos. | Nº | Pilota                 | Squadra                   | Motocicletta  | Giri | Tempo     | Griglia | Punti |
| ---- | -- | ---------------------- | ------------------------- | ------------- | ---- | --------- | ------- | ----- |
| 1º   | 75 | Albert Arenas          | Ángel Nieto Team          | KTM RC 250 GP | 22   | 37'40.056 | 5º      | 25    |
| 2º   | 16 | Andrea Migno           | Ángel Nieto Team          | KTM RC 250 GP | 22   | +0,16     | 9º      | 20    |
| 3º   | 42 | Marcos Ramírez         | Bester Capital Dubai      | KTM RC 250 GP | 22   | +0,709    | 4º      | 16    |
| 4º   | 21 | Fabio Di Giannantonio  | Del Conca Gresini         | Honda NSF250R | 22   | +0,811    | 8º      | 13    |
| 5º   | 23 | Niccolò Antonelli      | SIC58 Squadra Corse       | Honda NSF250R | 22   | +2,305    | 7º      | 11    |
| 6º   | 84 | Jakub Kornfeil         | Redox PrüstelGP           | KTM RC 250 GP | 22   | +5,487    | 2º      | 10    |
| 7º   | 14 | Tony Arbolino          | Marinelli Snipers         | Honda NSF250R | 22   | +7,577    | 14º     | 9     |
| 8º   | 44 | Arón Canet             | Estrella Galicia 0,0      | Honda NSF250R | 22   | +11,19    | 10º     | 8     |
| 9º   | 24 | Tatsuki Suzuki         | SIC58 Squadra Corse       | Honda NSF250R | 22   | +11,517   | 15º     | 7     |
| 10º  | 5  | Jaume Masiá            | Bester Capital Dubai      | KTM RC 250 GP | 22   | +11,704   | 20º     | 6     |
| 11º  | 40 | Darryn Binder          | Red Bull KTM Ajo          | KTM RC 250 GP | 22   | +12,011   | 13º     | 5     |
| 12º  | 17 | John McPhee            | CIP - Green Power         | KTM RC 250 GP | 22   | +12,073   | 25º     | 4     |
| 13º  | 76 | Makar Yurchenko        | CIP - Green Power         | KTM RC 250 GP | 22   | +12,358   | 19º     | 3     |
| 14º  | 10 | Dennis Foggia          | SKY Racing Team VR46      | KTM RC 250 GP | 22   | +12,481   | 22º     | 2     |
| 15º  | 65 | Philipp Öttl           | Sudmetal Schedl GP Racing | KTM RC 250 GP | 22   | +12,746   | 12º     | 1     |
| 16º  | 71 | Ayumu Sasaki           | Petronas Sprinta Racing   | Honda NSF250R | 22   | +12,808   | 26º     |       |
| 17º  | 27 | Kaito Toba             | Honda Team Asia           | Honda NSF250R | 22   | +14,397   | 27º     |       |
| 18º  | 22 | Kazuki Masaki          | RBA BOE Skull Rider       | KTM RC 250 GP | 22   | +28,015   | 17º     |       |
| 19º  | 72 | Alonso López           | Estrella Galicia 0,0      | Honda NSF250R | 22   | +36,479   | 18º     |       |
| 20º  | 41 | Nakarin Atiratphuvapat | Honda Team Asia           | Honda NSF250R | 22   | +59,917   | 24º     |       |
| 21º  | 11 | Livio Loi              | Reale Avintia Academy     | KTM RC 250 GP | 22   | +1'07.363 | 21º     |       |

### Ritirati
| Nº | Pilota              | Squadra                 | Motocicletta  | Giri | Griglia |
| -- | ------------------- | ----------------------- | ------------- | ---- | ------- |
| 12 | Marco Bezzecchi     | Redox PrüstelGP         | KTM RC 250 GP | 21   | 6º      |
| 88 | Jorge Martín        | Del Conca Gresini       | Honda NSF250R | 21   | 1º      |
| 7  | Adam Norrodin       | Petronas Sprinta Racing | Honda NSF250R | 21   | 28º     |
| 33 | Enea Bastianini     | Leopard Racing          | Honda NSF250R | 20   | 3º      |
| 48 | Lorenzo Dalla Porta | Leopard Racing          | Honda NSF250R | 14   | 11º     |
| 8  | Nicolò Bulega       | SKY Racing Team VR46    | KTM RC 250 GP | 9    | 16º     |
| 19 | Gabriel Rodrigo     | RBA BOE Skull Rider     | KTM RC 250 GP | 3    | 23º     |